# Leptomischus funingensis
Leptomischus funingensis är en måreväxtart som beskrevs av Hsien Shui Lo. Leptomischus funingensis ingår i släktet Leptomischus och familjen måreväxter. Inga underarter finns listade i Catalogue of Life.